# Epicauta purpurea
Epicauta purpurea är en skalbaggsart som först beskrevs av Horn 1885.  Epicauta purpurea ingår i släktet Epicauta och familjen oljebaggar. Inga underarter finns listade i Catalogue of Life.